# 후광 효과
후광 효과란 일반적으로 어떤 사물이나 사람에 대해 평가를 할 때 그 일부의 긍정적, 부정적 특성에 주목해 전체적인 평가에 영향을 주어 대상에 대한 비객관적인 판단을 하게 되는 인간의 심리적 특성을 말한다. 후광 효과는 “Halo Effect”라고도 불리며 이는 일종의 사회적 지각의 오류라고 할 수 있는 현상이다.

## 배경
특정 대상에 대한 일반적인 견해가 그 대상의 구체적인 특성들에 대한 평가에 영향을 미친다는 후광 효과의 개념 자체를 처음 발견한 사람은 Wells이다. 이후 여러 사회학자에 의해 후광 효과의 개념에 대한 다양한 의견들이 논의되었으며 이는 정확한 개념적 정의를 정립하는 데 혼동을 일으키기도 하였다. 이러한 혼동을 제거하기 위하여 Fisicaro와 Lance는 후광 효과에 대한 주요 개념적 정의들을 발생시키는 원인에 근거하여 세 가지 카테고리로 구분하였다.
1. 후광 효과를 한 개인이나 대상에 대한 일반적인 인상이 그 사람이나 대상의 다양한 특성에 대한 평가에 영향을 미치게 하는 평가자의 경향으로 보았다.
2. 후광 효과를 개인이나 대상이 가지고 있는 하나의 현저한 특성에 대한 평가가 그 사람이나 대상의 다른 덜 현저한 특성들에 대한 평가에 영향을 미치게 하는 평가자의 경향으로 간주하였다.
3. 후광 효과를 특정 사람이나 대상이 갖는 개념적으로 명확하고 독립적인 특성들을 구분하지 못하는 평가자의 오류로서 규정한다.

## 원리
각각의 요인들이 상관관계를 지닌다는 것은 이들이 인과관계가 있다는 것을 의미하는 것은 결코 아니다. 상관관계는 단순히 두 요인 사이에 관계가 있다는 것을 의미할 뿐이며, 이 둘이 필연적인 원인과 결과 관계라는 것을 의미하지 않는다. 즉 관계의 방향성은 알 수 없다는 것이다. 예를 들어서 A가 B를 초래하기도 하지만, B가 A를 일으킬 수도 있고 Z에 의해 A와 B가 야기될 수도 있다. 그런데도 사람들은 일상생활에서 상관관계와 인과관계를 혼동하여 잘못된 결론을 내리는 경우가 많이 있다. 후광 효과 역시 상관관계의 인과성 추론에서 벌어진 실수로 인해 발생한다.

## 같이 보기
- 더닝-크루거 효과
- 루키즘

## 참조
1. ↑   정성훈, 《사람을 움직이는 100가지 심리법칙》, 케이앤제이, 2011
2. ↑   정성훈, 《사람을 움직이는 100가지 심리법칙》, 케이앤제이, 2011
3. ↑   필 로젠츠바이크, 이주형 옮김 《HALO EFFECT》, 스마트비지니스, 2007